# 霍科蒂特蘭

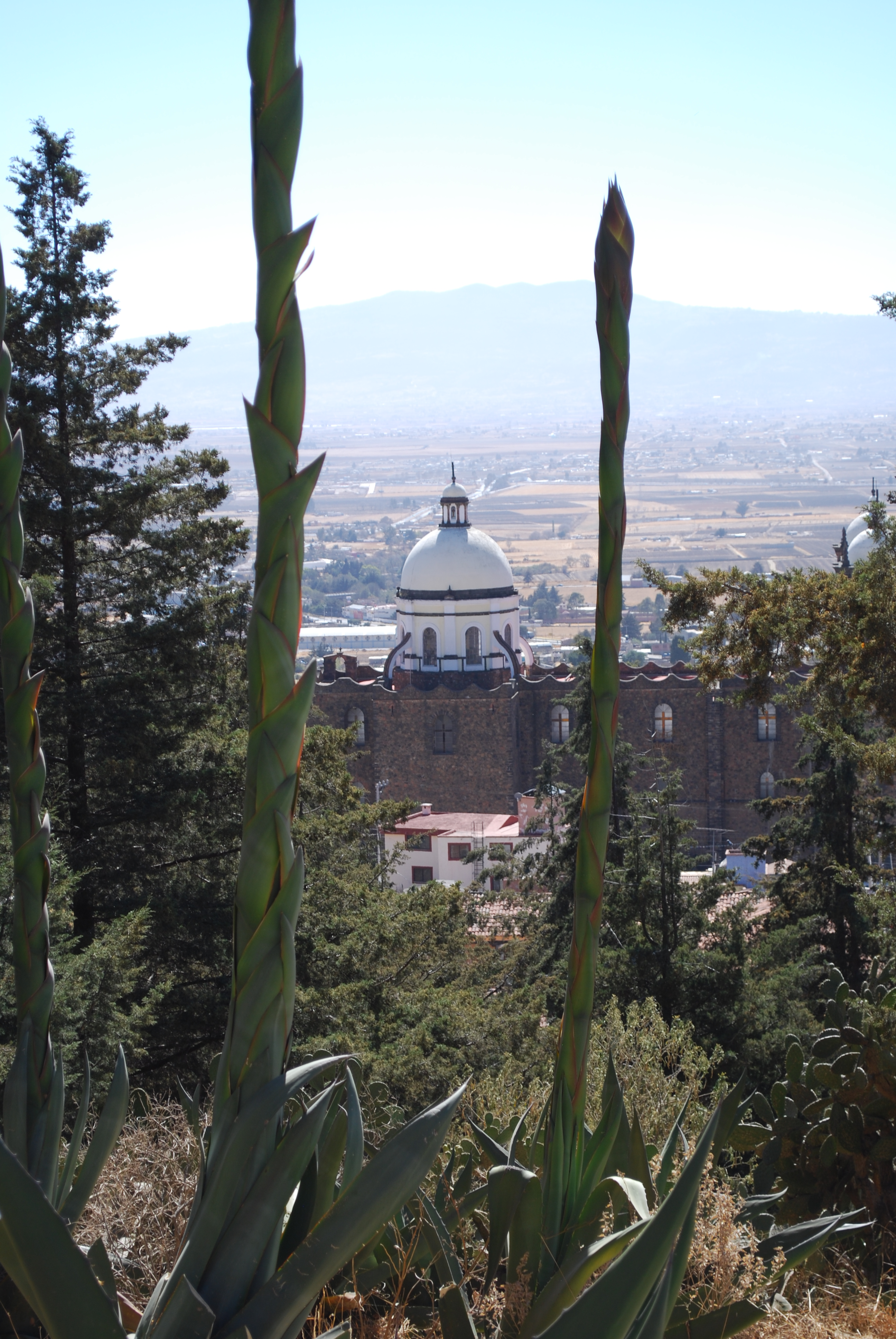

霍科蒂特蘭是墨西哥的城鎮，由墨西哥州負責管轄，始建於1540年，海拔高度2,650米，主要經濟活動有工業、農業和商業，2005年人口7,457，居民主要信奉天主教。